# Dutch Podcast Awards
De Dutch Podcast Awards is een initiatief van BNR Nieuwsradio. De jaarlijkse awardshow voor podcasts werd voor het eerst in 2018 uitgereikt. Met de Dutch Podcast Awards probeert BNR om een podium te bieden aan podcasts in Nederland. De winnaars komen tot stand via stemmen van het publiek en een onafhankelijke vakjury.
Er zijn verschillende categorieën maar de hoofdprijs is de award voor de 'Beste podcast van Nederland'. In 2022 werden voor de awards ruim 175.000 stemmen uitgebracht.

## Procedure

### Nominatie
De verkiezing bestaat in totaal uit drie verschillende fasen waarin gestemd wordt. In eerste instantie mogen makers, uitgevers en luisteraars maximaal drie podcasts nomineren voor de Dutch Podcast Awards. De organisatie weegt vervolgens het aantal inzendingen en maakt per categorie vijf genomineerde podcasts bekend.

### Stemmen
Na de bekendmaking van de genomineerden, mag iedereen stemmen. Men mag per categorie eenmaal één stem uitgebracht. De organisatie controleert dit aan de hand van het bijhouden van mailadressen en IP-nummers. De stem van het publiek telt voor 80% mee in de uiteindelijke eindscore. De overige 20% wordt bepaald door een vakjury, die onafhankelijk is van BNR Nieuwsradio. Uit alle categoriewinnaars kiest de vakjury vervolgens 'de beste podcast van Nederland'. Deze winnaar mag een jaar lang de titel 'Beste podcast van Nederland' dragen.

## Winnaars Beste podcasts van Nederland
| Jaar | Naam                            | Hosts                                           | Producent                                    |
| ---- | ------------------------------- | ----------------------------------------------- | -------------------------------------------- |
| 2023 | Napleiten                       | Wouter Laumans & Christian Flokstra             | BNR Nieuwsradio                              |
| 2022 | Achter Gesloten Deuren          | Paulien Sewuster, Stijn van Gils & Joris Polman | Het Financieele Dagblad                      |
| 2021 | De Deventer Mediazaak           | Annegriet Wietsma                               | BIND in coproductie met Argos van HUMAN/VPRO |
| 2020 | De plantage van onze voorouders | Maartje Duin & Peggy Bouva                      | Prospektor, VPRO en NPO Radio 1              |
| 2019 | De Brand in het Landhuis        | Simon Heijmans                                  | NTR en NPO Radio 1                           |
| 2018 | Bob                             | Nele Eeckhout, Siona Houthuys & Mirke Kist      | AudioCollectief SCHIK en VPRO Dorst          |